# کدی هافمن
کدی هافمن (به انگلیسی: Cady Huffman) (زاده ۲ فوریهٔ ۱۹۶۵) بازیگر آمریکایی است.
از فیلم‌های معروف او می‌توان به بازی در فیلم‌های قهرمان، عشق و سیگار، مردان کمپانی اشاره کرد.